# 쿠바 야구 국가대표팀
쿠바 야구 국가대표팀은 쿠바를 대표하는 야구 국가대표팀이다. 쿠바는 프로 야구 리그가 없는데다가 선수들의 해외 진출을 금지하고 있기 때문에, 자연스럽게 쿠바 야구 국가대표팀은 전부 아마추어 선수들로 이루어져 있다. 하지만 쿠바 대표팀은 국제 대회에 출전할 때마다 좋은 성적을 거두고 있기 때문에, '아마야구 최강'이라는 수식어가 붙기도 한다.

## 개요
쿠바는 야구가 하계 올림픽의 정식 종목으로 채택된 1992년 바르셀로나 올림픽부터 2008년 베이징 올림픽까지 매 대회마다 본선에 진출하여 좋은 성적을 거두었다. 그리고 2006년 월드 베이스볼 클래식에서는 준우승의 성적을 기록하여 지금까지도 야구 강국의 면모를 내보이고 있다. 그런데 2009년 월드 베이스볼 클래식에서는 일본에게 패해서 58년 만에 결승에 못가는 수모도 겪었다.

## 역대 대회 성적

### 국제 대회 성적

#### 올림픽 성적
- 1992년 -  금메달
- 1996년 -  금메달
- 2000년 -  은메달
- 2004년 -  금메달
- 2008년 -  은메달

#### 월드 베이스볼 클래식 성적
- 2006년 -  준우승
- 2009년 - 2라운드 탈락
- 2013년 - 2라운드 탈락
- 2017년- 2라운드 탈락
- 2023년 - 준결승 진출

#### 야구 월드컵성적
- 우승 - 1939, 1940, 1942, 1943, 1950, 1952, 1953, 1961, 1969, 1970, 1971, 1972, 1973, 1976, 1978, 1980, 1984, 1986, 1988, 1990, 1994, 1998, 2001, 2003, 2005 - 총 25회 우승
- 준우승 - 1941, 2007, 2009, 2011
- 3위 - 1944, 1951

#### 대륙간컵성적
- 우승 - 1979, 1983, 1985, 1987, 1989, 1991, 1993, 1995, 2002, 2006 - 총 10회 우승
- 준우승 - 1981, 1997, 1999

### 아메리카 지역대회 성적

#### 팬아메리칸 게임성적
- 금메달 : 1951, 1963, 1971, 1975, 1979, 1983, 1987, 1991, 1995, 1999, 2003, 2007, - 총 12개의 금메달 획득
- 은메달 : 1967

#### 중앙아메리카 캐리비안 게임성적
- 금메달 : 총 17회 출전하여 14개의 금메달을 획득함.

## 같이 보기
- 쿠바 내셔널 시리즈